# .fr
.fr je národní doména nejvyššího řádu pro Francii. Doménu spravuje AFNIC (společně s .re a .tf). Registrace je možná pouze přes akreditované registrátory.
Na doméně byly vytvořeny domény druhé úrovně pro specifické využití:
- .tm.fr – pro majitele obchodních známek
- .asso.fr – pro společnosti,
- .nom.fr – pro příjmení,
- .prd.fr – pro výzkumné programy,
- .presse.fr – pro tisk,
- .com.fr – pro volné registrování domén třetí úrovně bez omezení jmen,
- .gouv.fr – pro francouzskou administrativu.

Kromě prvních šesti domén si AFNIC také vyhrazuje právo na vytváření domén druhé úrovně pro různá odvětví. Jako příklad může sloužit zmíněná doména .gouv.fr rezervovaná pro použití francouzskými státními institucemi.
Od roku 2004 nebylo možné registrovat více než 30000 domén druhého řádu, které by mohli vést k veřejnému pohoršování, anebo zneužití. Jednalo se hlavně o domény různých náboženství, xenofóbních názvů, anebo domén se sexuálním podtextem. Kvůli negativní publicitě byly do seznamu přidány i některé země. Dále domény jako internet.fr, url.fr anebo entreprise.fr.
V roce 2011 byl tento zákon upraven. Tyto domény už nejsou zakázané, ale k jejich registraci je nutné požádat o zvláštní povolení registrátora.